# Piedade de Caratinga
Piedade de caratinga is een gemeente in de Braziliaanse deelstaat Minas Gerais. De gemeente telt 6.937 inwoners (schatting 2009).

## Aangrenzende gemeenten
De gemeente grenst aan Caratinga, Imbé de Minas en Ubaporanga.

## Verkeer en vervoer
De plaats ligt aan de weg BR-474.